# Андерсон, Крэйг
Крэйг А́ндерсон (англ. Craig Anderson; род. 21 мая 1981, Парк-Ридж, США) — американский хоккеист, вратарь.

## Игровая карьера
Андерсон, уроженец Иллинойса, был в 1998 году выбран в 10-м раунде драфта Хоккейной лиги Онтарио (ОХЛ) действующими чемпионами лиги, командой «Гуэлф Сторм». В это время основным голкипером клуба был названный лучшим вратарём прошедшего Кубка Колдера Крис Мэдден, и в свой первый сезон в ОХЛ Андерсон провёл на льду только 21 матч
В драфте НХЛ 1999 года Андерсон был выбран в 3-м раунде под общим 77-м номером командой «Калгари Флэймз», но не сумел договориться с этим клубом об условиях контракта и в результате продолжил выступать в ОХЛ. В сезоне 2000/1, после того, как Мэдден завершил карьеру в младших лигах, Андерсон оказался основным вратарём «Гуэлф Сторм» и по итогам сезона был признан лучшим игроком клуба, включён в первую символическую сборную лиги и назван вратарём года в ОХЛ.
В 2001 году Андерсон прошёл повторную процедуру драфта и был выбран в 3-м раунде под общим 73-м номером командой «Чикаго Блэкхокс». В следующие пять лет он выступал попеременно за фарм-клуб «Блэкхокс» «Норфолк Эдмиралс» в АХЛ и за самих «ястребов» в НХЛ (где дебютировал только в сезоне 2002/3). В 2006 году он подписал контракт с клубом НХЛ «Флорида Пантерз», свой первый сезон после перехода опять проведя в основном в АХЛ, где играл за «Рочестер Американс», с которыми одержал 31 победу. Следующие два года играл в НХЛ, в сезоне 2007/8 показав лучший результат по проценту отражённых бросков среди вратарей, проведших не менее 15 игр (93,5 %), и установив рекорд лиги по числу отражённых бросков в игре, выигранной «на ноль» (в матче против «Нью-Йорк Айлендерс» отбив 53 броска). На следующий год Андерсон по проценту отражённых бросков стал уже третьим среди всех голкиперов лиги (92,4 % и три игры «на ноль» в 31 матче). Несмотря на это, по окончании сезона контракт с «Флоридой» продлён не был, и Андерсон как свободный агент перешёл в 2009 году в «Колорадо Эвеланш».

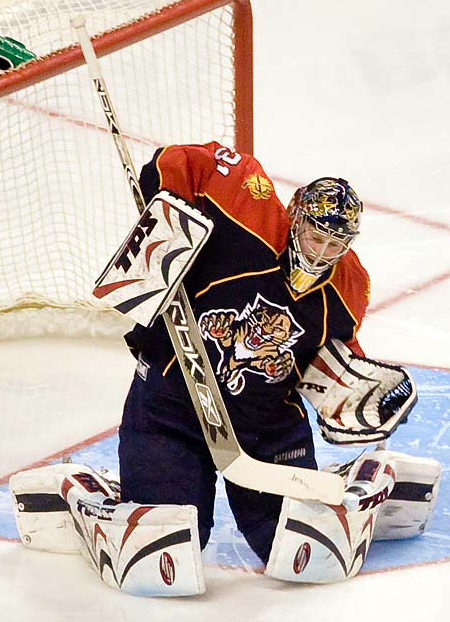
2008 год

В свой первый сезон с «Эвеланш» установил ряд рекордов команды, в том числе по количеству сыгранных матчей и по количеству бросков по его воротам, и в первый же игровой месяц был признан лучшим игроком НХЛ. «Эвеланш», от которых в этом сезоне ничего не ожидали, благодаря блестящей игре Андерсона сумели попасть в плей-офф Кубка Стэнли. Однако начало второго сезона было омрачено травмой колена, которую Андерсон долго залечивал, после чего играл крайне неуверенно.
В 2011 Андерсон перешёл в клуб «Оттава Сенаторз» в обмен на Брайана Эллиота; при этом не только «Колорадо», но и «Оттава» избавлялась от уже хорошо зарекомендовавшего себя вратаря, проводящего неудачный сезон. Оба голкипера в дальнейшем вернули свою лучшую форму — Андерсон, в частности, уже в первой игре за новый клуб остановил 47 бросков и не пропустил ни одной шайбы, а в дальнейшем был признан лучшим игроком «Сенаторз» по итогам мартовских игр. Свой лучший сезон в составе «Сенаторз», 2012/13, он закончил с самым высоким в НХЛ процентом отражённых бросков, 94,1 %, и с 1,69 пропущенной шайбы за игру. Трижды за этот сезон Андерсон признавался лучшим игроком команды, в январе был назван лучшим игроком лиги и рассматривался как один из основных претендентов на Везина Трофи — приз лучшему вратарю сезона в НХЛ, но в тройку финалистов в итоге не попал.
В 2014 году Андерсон продлил контракт с «Оттавой» на три сезона. В плей-офф 2015 года ему пришлось заменить в воротах Эндрю Хаммонда, блестяще проведшего концовку регулярного сезона, но неудачно стартовавшего в серии против «Монреаль Канадиенс», проиграв дважды подряд и пропустив за две игры семь шайб. Андерсон выиграл две игры из оставшихся четырёх, но серию «Сенаторз» проиграли. В следующем году Андерсон был основным вратарём клуба, сыграв в регулярном сезоне 60 матчей, но в плей-офф «Оттава», показывавшая худшую игру в обороне в лиге, не попала.
Летом 2016 года у жены Андерсона, Николь, уже родившей ему двух детей, случился выкидыш, а в конце октября у неё был диагностирован рак носоглотки. Андерсон пропустил значительную часть сезона 2016/17, чтобы находиться рядом с женой в трудный для неё период лечения. Он появлялся в составе лишь время от времени, что было возможным благодаря удачной игре спешно приобретённого второго вратаря Майка Кондона. Окончательное возвращение произошло только к началу плей-офф, где «Оттава» с Андерсоном дошла до финала конференции, проиграв там во втором овертайме седьмого матча «Питтсбургу». Ближе к концу регулярного сезона, одержав с «Сенаторз» свою 147-ю победу, Андерсон установил новый рекорд клуба среди вратарей по количеству выигранных матчей.
14 января 2021 года подписал однолетний контракт с клубом «Вашингтон Кэпиталз». За сезон в общей сложности участвовал в четырёх играх, выиграв с командой две из них. В «Вашингтоне» полагали, что по окончании сезона вратарь завершит карьеру, но в межсезонье он подписал новый контракт на год с «Баффало Сейбрз».
10 марта 2022 года в игре против «Вегас Голден Найтс» стал 39-м вратарём (шестым американцем) в истории НХЛ, выигравшим 300 матчей в регулярных сезонах. Для этого Андерсону потребовалось провести 669 матчей. Всего в сезоне 2021/22 40-летний Андерсон сыграл 31 матч и одержал 17 побед при коэффициенте надёжности 3,12. 13 апреля 2023 года провёл последний матч в НХЛ, в котором одержал победу над «Оттавой» в овертайме (4:3). Всего сыграл 709 матчей и одержал 319 побед в НХЛ. В плей-офф сыграл 48 матчей и одержал 24 победы. Завершил карьеру после сезона 2022/23.
Андерсон дважды призывался в сборную США на чемпионаты мира по хоккею. На чемпионате мира 2006 года он провёл за сборную пять игр, выиграв три из них (в том числе одну «на ноль»). Через два года его выступление было менее удачным — шесть пропущенных голов за неполные две игры.